# Олівейра-де-Аземейш
Оліве́йра-де-Аземе́йш (порт. Oliveira de Azeméis; МФА: [o.ɫi.ˈvɐj.ɾɐ dɨ ɐ.zɨ.ˈmɛjʃ], «Олівейра-Аземейська») — муніципалітет і місто в Португалії, в окрузі Авейру. Розташований у північно-західній частині країни, на теренах історичної португальської провінції Бейра. Належить до Авейрівської діоцезії Католицької церкви в Португалії. Права міського самоврядування має з 1779 року. Поділяється на 12 парафій. За адміністративним поділом, чинним до 1976 року, був складовою провінції Берегова Бейра. Площа муніципалітету — 161,10 км², населення муніципалітету — 69127 ос. (2011); густота населення — 429,09 осіб/км²
. Патрон — архангел Михаїл. Святковий день муніципалітету — 1-й понеділок після 2-ї неділі серпня. Поштовий індекс — 3720.  Код місцевої адміністративної одиниці — 0113. Складова статистичного регіону Північ.

## Географія
Олівейра-де-Аземейш розташована на північному заході Португалії, в центрі округу Авейру.
Місто розташоване за 27 км на північний схід від міста Авейру.
Олівейра-де-Аземейш межує на північному сході — з муніципалітетом Арока, на сході — з муніципалітетами Вале-де-Камбра і Север-ду-Вога, на півдні — з муніципалітетом Албергарія-а-Веля, на заході — з муніципалітетами Ештаррежа й Овар, на північному заході — з муніципалітетами Санта-Марія-да-Фейра і Сан-Жуан-да-Мадейра.

### Клімат
| Клімат Олівейра-де-Аземейша | Клімат Олівейра-де-Аземейша | Клімат Олівейра-де-Аземейша | Клімат Олівейра-де-Аземейша | Клімат Олівейра-де-Аземейша | Клімат Олівейра-де-Аземейша | Клімат Олівейра-де-Аземейша | Клімат Олівейра-де-Аземейша | Клімат Олівейра-де-Аземейша | Клімат Олівейра-де-Аземейша | Клімат Олівейра-де-Аземейша | Клімат Олівейра-де-Аземейша | Клімат Олівейра-де-Аземейша | Клімат Олівейра-де-Аземейша |
| Показник                    | Січ.                        | Лют.                        | Бер.                        | Квіт.                       | Трав.                       | Черв.                       | Лип.                        | Серп.                       | Вер.                        | Жовт.                       | Лист.                       | Груд.                       | Рік                         |
| Середній максимум, °C       | 13,5                        | 14,3                        | 16,2                        | 17,5                        | 19,6                        | 22,7                        | 24,7                        | 25,0                        | 24,0                        | 20,9                        | 16,7                        | 13,9                        | 19,1                        |
| Середня температура, °C     | 9,3                         | 10,1                        | 11,5                        | 12,9                        | 15,1                        | 18,1                        | 19,9                        | 19,8                        | 19,0                        | 16,2                        | 12,3                        | 9,9                         | 14,5                        |
| Середній мінімум, °C        | 5,1                         | 5,9                         | 6,8                         | 8,3                         | 10,6                        | 13,5                        | 15,0                        | 14,6                        | 13,9                        | 11,4                        | 7,9                         | 5,9                         | 9,9                         |
| Днів з опадами              | 14                          | 13                          | 11                          | 10                          | 9                           | 6                           | 2                           | 3                           | 6                           | 10                          | 12                          | 12                          | 108                         |
| --------------------------- | --------------------------- | --------------------------- | --------------------------- | --------------------------- | --------------------------- | --------------------------- | --------------------------- | --------------------------- | --------------------------- | --------------------------- | --------------------------- | --------------------------- | --------------------------- |
| Джерело: www.yr.no          |                             |                             |                             |                             |                             |                             |                             |                             |                             |                             |                             |                             |                             |

## Історія
Місто засноване 1779 року.

## Населення
| Кількість мешканців | Кількість мешканців | Кількість мешканців | Кількість мешканців | Кількість мешканців | Кількість мешканців | Кількість мешканців | Кількість мешканців | Кількість мешканців | Кількість мешканців | Кількість мешканців | Кількість мешканців | Кількість мешканців | Кількість мешканців | Кількість мешканців |
| ------------------- | ------------------- | ------------------- | ------------------- | ------------------- | ------------------- | ------------------- | ------------------- | ------------------- | ------------------- | ------------------- | ------------------- | ------------------- | ------------------- | ------------------- |
| 1864                | 1878                | 1890                | 1900                | 1911                | 1920                | 1930                | 1940                | 1950                | 1960                | 1970                | 1981                | 1991                | 2001                | 2011                |
| 23 687              | 23 734              | 24 943              | 26 391              | 29 628              | 30 304              | 33 072              | 37 434              | 41 370              | 46 263              | 56 052              | 62 821              | 66 846              | 70 721              | 68 611              |

## Парафії
- Каррегоза
- Сезар
- Фажойнш
- Лорейру
- Масієйра-де-Сарнеш
- Масінята-да-Сейша
- Мадайл
- Ногейра-ду-Краву
- Олівейра-де-Аземейш
- Оссела
- Палмаш
- Пінделу
- Піньєйру-да-Бемпошта
- Сантіагу-де-Ріба-Ул
- Сан-Мартіню-да-Гандара
- Траванка
- Ул
- Сан-Роке
- Віла-де-Кукужайнш

## Освіта
- Вища школа дизайну, управління і виробництва технологій Авейрівського університету.

## Персоналії
- Жозе Марія Феррейра де Кастро (1898—1974) — португальський письменник, редактор і журналіст.